# Горна Топчия
„Горна Топчия“ е резерват в Югоизточна България.

## Основаване и статут
Обявен е за резерват с обща площ 164,3777 хектара със Заповед No.1171 на Министерски съвет от 24.09.1951 година, за опазване на лонгозна гора по поречието на река Тунджа.

## География
Разположен е в землището на село Коневец, община Тунджа, област Ямбол.

## Флора
Резерватната територия е заета от крайречни заливни гори — лонгози. Доминантен дървесен вид е летният дъб, който формира смесени съобщества с полски бряст, полски ясен, полски клен, бяла топола и други дървесни видове.
Лианите, които са много характерен белег за лонгозните гори, са представени от 5 вида: дива лоза, бръшлян, повет и редките за страната южни видове скрипка и гьрбач. Храстовата растителност включва черен бъз, трънка, къпина, шипка, червен глог, обикновен дрян, кучи дрян, аморфа и др.
Установени са 113 вида тревисти растения. Блатното кокиче в миналото се е срещало на обширна територия, но видът се счита за застрашен.

## Фауна
От безгръбначните са установени три защитени вида насекоми — пеперудата голямо нощно пауново око, червена горска мравка и бръмбарът гъсеничар.
От земноводните се срещат жълтокоремна бумка, кафява и зелена крастава жаба, дървесница.
Разнообразието от влечуги е голямо. Срещат се змиеок, зелен и кримски гущер, обикновена блатна костенурка, шипобедрена и шипоопашата костенурка, жълтоуха и сива водна змия, голям стрелец и пъстър смок.
Орнитофауната е много богата. По време на миграции и зимуване тук почиват, хранят се и нощуват много водолюбиви видове с висок природозащитен статус - сива, голяма бяла и нощна чапла, малък гмурец, ням и поен лебед. Около 10 % от популацията на световнозастрашения вид малък корморан зимува по поречието на р. Тунджа, включително и в резервата. Гнездят синигери, кълвачи, обикновена кукувица, сврачки, сови, синявици, дроздове, чучулиги.
Бозайниците са представени от 35 вида, от които 20 са включени в Бернската конвенция за опазване на дивата европейска флора и фауна. Установена е световнозастрашената видра.

## Управление
- РИОСВ Стара Загора

### Горски и селскостопански фонд
- Държавна дивечовъдна станция „Ямбол“, Регионално управление на горите-Сливен